# Сусениј Баргаулуј (Бистрица-Насауд)
Сусениј Баргаулуј (рум. Susenii Bârgăului) насеље је у Румунији у округу Бистрица-Насауд у општини Прунду Баргаулуј. Oпштина се налази на надморској висини од 484 m.

## Становништво
Према подацима из 2002. године у насељу је живело 1391 становника, од којих су сви румунске националности.